# Australië op de Olympische Winterspelen 1968
Tijdens de Olympische Winterspelen van 1968, die in Grenoble (Frankrijk) werden gehouden, nam Australië voor de zesde keer deel.

## Deelnemers en resultaten

### Alpineskiën
| Olympiër      | Discipline       | Resultaat | Prestatie        |
| ------------- | ---------------- | --------- | ---------------- |
| Malcolm Milne | afdaling (m)     | 24e       | 2.05,36 (+5,51)  |
| Malcolm Milne | reuzenslalom (m) | 33e       | 3.43,85 (+14,57) |
| Malcolm Milne | slalom (m)       | 24e       | 1.52,42 (+12,69) |

### Langlaufen
| Olympiër    | Discipline | Resultaat | Prestatie            |
| ----------- | ---------- | --------- | -------------------- |
| Ross Martin | 15 km (m)  | 60e       | 58.00,2 (+10.06,0)   |
| Ross Martin | 30 km (m)  | 60e       | 1:55.17,3 (+19.38,1) |

### Schaatsen
| Olympiër     | Discipline | Resultaat | Prestatie      |
| ------------ | ---------- | --------- | -------------- |
| Colin Coates | 500 m (m)  | 41e       | 43,3 (+3,0)    |
| Colin Coates | 1500 m (m) | 49e       | 2.16,7 (+13,3) |

Argentinië · Australië · Bondsrepubliek Duitsland · Bulgarije · Canada · Chili · Denemarken · Duitse Democratische Republiek · Finland · Frankrijk · Griekenland · Groot-Brittannië · Hongarije · IJsland · India · Iran · Italië · Japan · Joegoslavië · Libanon · Liechtenstein · Marokko · Mongolië · Nederland · Nieuw-Zeeland · Noorwegen · Oostenrijk · Polen · Roemenië · Sovjet-Unie · Spanje · Tsjecho-Slowakije · Turkije · Verenigde Staten · Zuid-Korea · Zweden · Zwitserland